# Каменка (приток Волги)
Каменка (Коршуны, Мозали) — река в России, протекает в Красноармейском районе Саратовской области. Правый приток Волги.

## География
Каменка стекает с плато на правом берегу Волги тремя истоками, которые соединяются в один в селе Ваулино. Далее течёт на юго-восток. На левом берегу село Ревино. Между ней и устьем Каменка запружена. Река впадает в Волгу (Волгоградское водохранилище) в 876 км от устья последней. Длина реки составляет 14 км, площадь бассейна — 107 км².

## Данные водного реестра
По данным государственного водного реестра России относится к Нижневолжскому бассейновому округу, водохозяйственный участок реки — Волга от Саратовского гидроузла до Волгоградского гидроузла, без рек Большой Иргиз, Большой Караман, Терешка, Еруслан, Торгун. Речной бассейн реки — Волга от верхнего Куйбышевского водохранилища до впадения в Каспий.
Код объекта в государственном водном реестре — 11010002212112100011067.